# Meta meruensis
Meta meruensis là một loài nhện trong họ Tetragnathidae.
Loài này thuộc chi Meta. Meta meruensis được miêu tả năm 1910 bởi Tullgren.